# Phare de Yaquina Bay
Le phare de Yaquina Bay est un phare situé sur le nord de Yaquina Bay (en), à Newport dans le Comté de Lincoln (État de l'Oregon), aux États-Unis.
Ce phare est géré par la Garde côtière américaine, et les phares de l'État de Washington sont entretenus par le District 13 de la Garde côtière  basé à Seattle.
Il est inscrit au Registre national des lieux historiques depuis le 1er mai 1974 .

## Histoire
Le phare de Yaquina Bay a été construit par Ben Simpson et allumé pour la première fois le 3 novembre 1871. Il ne fut actif que pendant seulement trois ans en raison de l'ouverture du phare de Yaquina Head en 1873, situé à 4,8 km plus au nord. Le phare de la baie a été désactivé le 1er octobre 1874, et sa lentille de Fresnel de 5e ordre a été déplacée au phare d'Yerba Buena en Californie, pour son ouverture en 1875.
Le Corps du génie de l'armée des États-Unis l'a utilisé de 1888 à 1896 comme quartier d'habitation pendant qu'il construisait les jetées nord et sud à l'embouchure de Yaquina Bay. L'US Coast Guard l'a ensuite utilisé comme belvédère d'observation de 1906 à 1915 avant de déménager dans ses quartiers centralisés, juste au-dessus de la baie de Newport. Au cours de cette période, la Garde côtière a également construit la tour d'observation en acier de huit étages qui continue de se tenir à côté du phare d'origine.
En 1934, l'Oregon Department of Transportation (en) a acheté la propriété autour du phare pour en faire un Parc d'État. Le site du parc comprenait le phare, la tour d'observation de la garde côtière et des hectares de falaises boisées, de dunes et de plages.
En 1946, le phare devait être démoli, ce qui conduisit à la formation de la Historical Society du comté de Lincoln pour sauver le phare. Ils ont recueilli de l'argent pendant trois ans, mais pas suffisamment pour le sauver. En 1951, sa démolition était à nouveau prévue. Récemment déménagé de l'Ohio, L. E. Warford a fait en sorte qu'il soit reconnu comme un site historique supervisé par la Société Historique du comté. Il a servi de musée du comté pendant 18 ans.
Il a été inscrit par le Registre national des lieux historiques en 1970 et restauré en vertu de la loi sur la préservation historique en 1974, date à laquelle la propriété a été transférée au Oregon Parks and Recreation Department (en).
La lumière a été rallumée le 7 décembre 1996, avec un système optique moderne de 250 mm prêté par l'historien du phare James A. Gibbs (en) .
La structure de ce phare est unique dans l'État. C'est en effet le seul où les logements sont situés dans le même bâtiment que la lumière. Il est ouvert au public.

## Description
Le phare, depuis 1996, est une aide à la navigation privée appartenant à l'US Coast Guard. La maison-phare, avec galerie et lanterne, mesure 16 m de haut. À une hauteur focale de 50 m il émet, un feu continu blanc. Sa portée nominale est de 6 milles nautiques (environ 11 km).

Identifiant : ARLHS : USA-906 - Amirauté : G4490.2 - USCG : 6-9613 .
|      |
| NRHP |

|          |
| Le phare |

|          |
| Le phare |

### Lien connexe
- Liste des phares de l'Oregon